# 神戸市立舞多聞小学校
神戸市立舞多聞小学校（こうべしりつ まいたもんしょうがっこう）は、兵庫県神戸市垂水区舞多聞西5丁目に所在する公立小学校。

## 概要
住宅建設が進み児童数が増加していた神戸市立本多聞小学校から分離し開校した。後、県内1位のマンモス校へ、現在約1500人の生徒数を誇る。大規模校の為、教頭職員は、2名となっている。

## 沿革
- 2016年（平成28年）4月1日 - 神戸市立本多聞小学校より分離開校。

## 通学区域
神戸市垂水区。
- 舞多聞東1 - 3丁目、舞多聞西1 - 8丁目

※卒業後は基本的に神戸市立本多聞中学校に進学する。

## 校区内の主な施設
- ちっちゃなこども園にじいろ
- 舞多聞きらら保育園
- ブルメール舞多聞
- ケーズデンキ ガーデンシティ垂水店
- ノア・テニスアカデミー神戸垂水校
- ドラッグストアコスモス 舞多聞店
- ちっちゃなこども園ふたば
- 舞多聞そらの保育園

## 交通
- 神戸市バス
  - 51・53・54系統「舞多聞口」より
  - 161系統「学園南公園前」より

## 通学区域が隣接している学校
- 神戸市立多聞の丘小学校
- 神戸市立多聞東小学校
- 神戸市立小束山小学校
- 神戸市立長坂小学校
- 神戸市立多聞台小学校